# 從空間到環境
從空間到環境 (日語: 「空間から環境へ」展) 是一個1996年11月11日至16日於東京銀座松屋株式会社舉行的當代藝術與設計展覽。它由萬國博覽會舉辦，目的在於推廣藝術與科技的結合。
這個展覽的副題為「跨越繪畫、雕塑、攝影、設計、建築及音樂」，並將「跨媒體」及「環境藝術」的概念引入日本。 展覽展出了38組跨範疇的作品，界別包括藝術家、建築師及藝術評論人。其中一項音樂表演在東京草月藝術中心舉行。演出包含了建築、環境藝術、裝置藝術、視覺藝術及設計元素。

## 參與藝術家
參加者包括視覺藝術家山口勝弘、建築師磯崎新、設計師粟津潔、藝術評論人瀧口修造、東野芳明及中原佑介。他們參與一系列聚焦在觀者與藝術之間的互動的繪畫、雕塑和演出。